# Aphrodelics

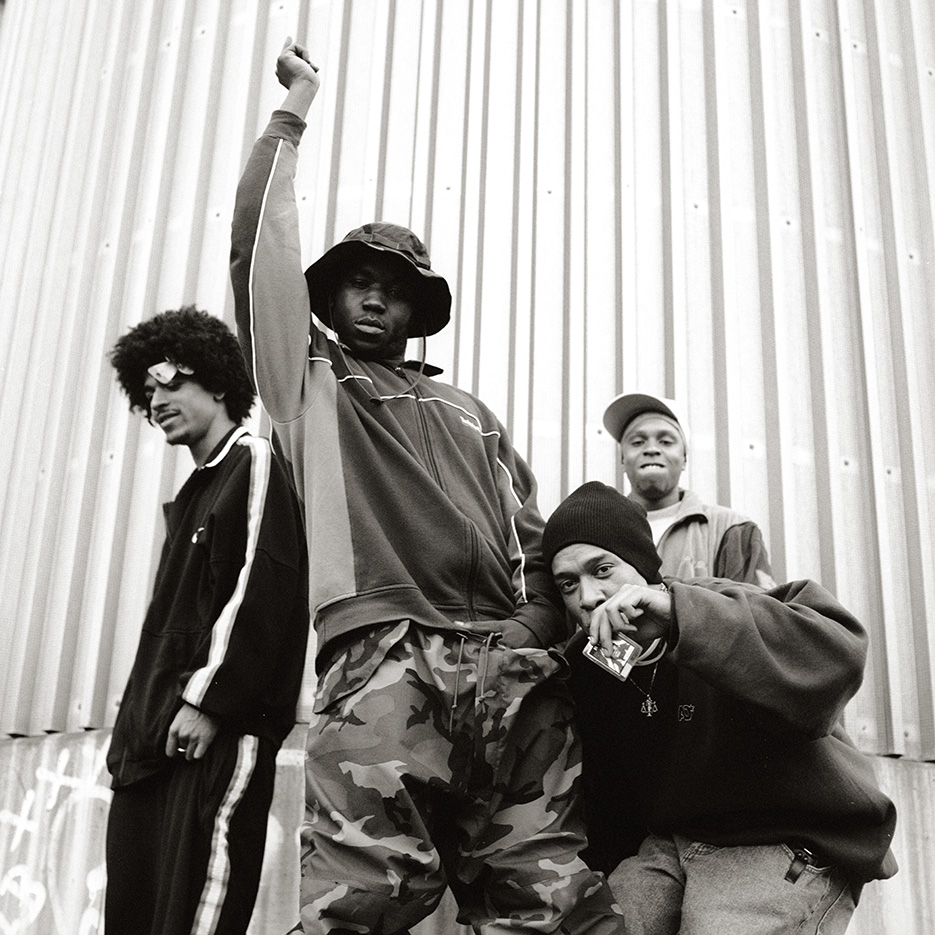
Aphrodelics 1998 in Hamburg

Aphrodelics war eine österreichische Hip-Hop-Gruppe. Sie wurde 1995 in Wien gegründet. Im Jahr darauf erschien mit On the Rise die erste Single. Das Debütalbum On the Rise wurde 1998 veröffentlicht. Man rappte in Englisch, weil diese Sprache das für die afrikanischen, lateinamerikanischen und nordamerikanischen Jugendlichen des Umfeldes das verbindende Kommunikationsmittel war.
Die Mitglieder der Gruppe waren Mike Ongeri, Igor Kölblinger, Rodney Hunter und George Ogunleye.

## Diskografie
Alben
- 1998: On the Rise
- 2001: Enormis